# Бон-Жезус-ду-Арагуая
Бон-Жезус-ду-Арагуая (порт. Bom Jesus do Araguaia) — муниципалитет в Бразилии, входит в штат Мату-Гросу. Составная часть мезорегиона Северо-восток штата Мату-Гроссу. Входит в экономико-статистический микрорегион Норти-Арагуая. Население составляет 4703 человека на 2006 год. Занимает площадь 4279,088 км². Плотность населения — 1,1 чел./км².

## Статистика
- Валовой внутренний продукт на 2003 год составляет 31 652 227,00 реалов (данные: Бразильский институт географии и статистики).
- Валовой внутренний продукт на душу населения на 2003 год составляет 7444,08 реала (данные: Бразильский институт географии и статистики).